# Cambridge University Press

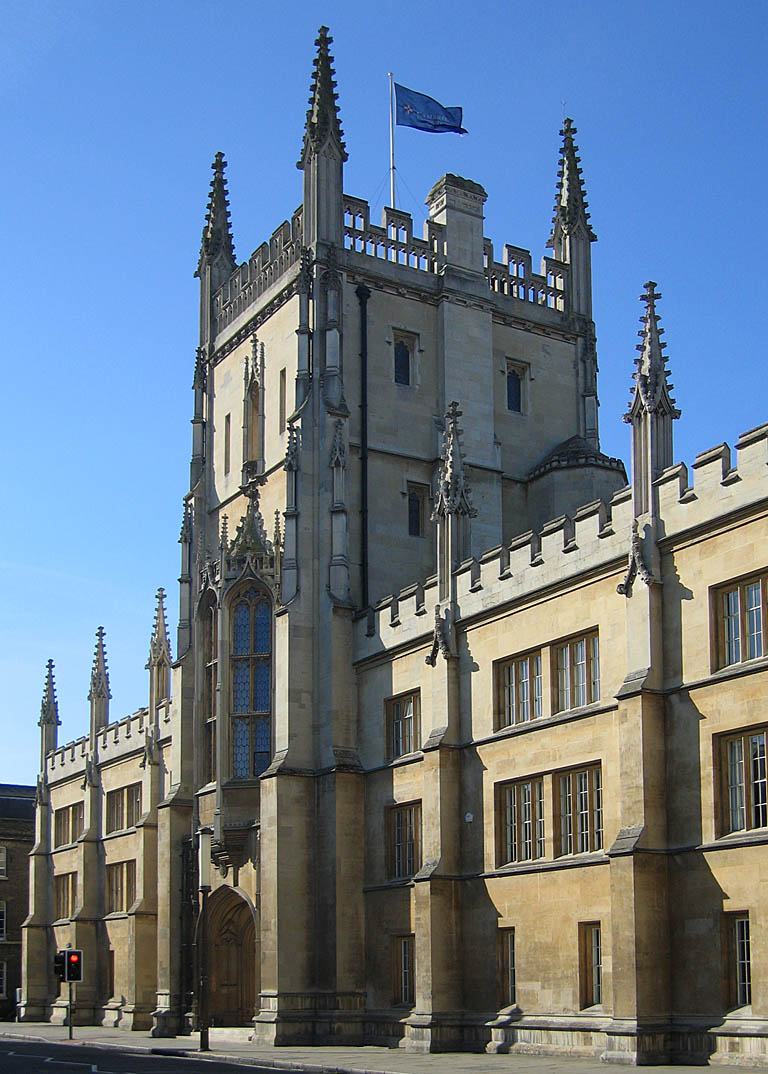
Clădirea Pitt, sediul Cambridge University Press din Trumpington Street, Cambridge

Cambridge University Press este editura Universității Cambridge. Înființată prin cartă regală de Henric al VIII-lea în 1534, este cea mai veche editură din lume cu activitate continuă. Cambridge este atât editură educațională cât și academică, având o structură regională ce acoperă Europa, Orientul Mijlociu și Africa (EMEA), Americile și Asia-Pacific. 
Cu sediul în Cambridge, Regatul Unit, compania are centre de depozitare în Cambridge, New York, Melbourne, Madrid, Cape Town, São Paulo, New Delhi, Tokio și Singapore, cu birouri și agenți în multe alte țări. Publică mai ales cursuri ELT, manuale și monografii, lucrări științifice și medicale, cărți de drept, management și inginerie, cursuri educative și materiale de e-learning pentru școli prin joint venture-ul Cambridge-Hitachi. Publicațiile sale sunt dedicate piețelor din întreaga lume, pentru toate nivelurile de la cel de școală primară până la cel de școli postuniversitare și cel profesional. Press publică și Biblii, cărți de rugăciuni și 240 de reviste academice.